# Martin Michael Driessen
Martin Michael Driessen (Bloemendaal, 19 april 1954) is een Nederlands acteur, regisseur, vertaler en schrijver. In 2016 won hij de ECI Literatuurprijs en in 2018 De Inktaap voor Rivieren.

## Leven en werk
Na onvoltooide studies Nederlands en Sanskriet doorliep Driessen van 1978 tot 1980 de studie Theaterwissenschaften aan de Ludwig-Maximilians-Universität in München. Tot 2006 zou hij voornamelijk in Duitsland blijven wonen, waar hij werkte als acteur, onder andere in de film Blaulicht (1982) van Reinhard Wissdorf, en als regisseur en theaterleider voor toneel en opera.
Vanaf 1997 vertaalde Driessen werken naar het Duits, onder andere Joost van den Vondels Lucifer. Hij debuteerde in 1999 als schrijver met de roman Gars, in 2000 direct genomineerd voor de AKO Literatuurprijs (longlist). In 2012 volgde Vader van God en in 2013 Een ware held, genomineerd voor de Gouden Boekenuil. In 2015 verscheen de omvangrijke roman 'Lizzie', geschreven samen met de dichteres Liesbeth Lagemaat. Zijn novellebundel Rivieren uit 2016 werd bekroond met de ECI Literatuurprijs. De jury prees de drie verhalen omdat ze getuigen van een "ingetogen grootheid, met schitterende beeldende zinnen en een onbestemde dreiging, en tegelijkertijd van een weldadige tijdloosheid." In 2017 verscheen de roman "De Pelikaan", een komedie.
Driessens werk is vertaald in het Italiaans, Duits en Hongaars.